# Theo Etienne
Theo Etienne (né le 3 septembre 1996) est un athlète britannique, spécialiste du sprint.
Le 20 juillet 2016, il porte son record sur 100 m à 10 s 23 (+ 0,6 m/s) à Lee Valley (Londres). Son record sur 60 m en salle est de 6 s 56. Lors des Championnats d'Europe en salle 2017, il termine deuxième des séries en 6 s 62, puis deuxième des demi-finales en 6 s 59, avant de terminer 5e de la finale du 60 m.